# النظريات القديمة للمادة
النظريات القديمة للمادة هي نظريات العلماء القدامى التي حاولت تفسير المادة وخواصها قبل النهضة العلمية. الفلاسفة والإغريق لم تكن العلوم منذ آلاف السنين كما نعرفها اليوم، ولم يعرف أحد التجربة الضابطة، وكانت هناك أدوات بسيطة للبحث العلمي، وفي ظل تلك الظروف كانت قدرة العقل والتفكير الذهني هي الطرائق الأولية للوصول إلى الحقيقة، وجذب ذلك العديد من الفلاسفة ومنهم أرسطو وديمقريطوس وغيرهم، وكان لكل منهم فلسفته الخاصة وأفكاره حول المادة.

## أمثلة عن هذه النظريات

### ديمقراط وليوكيبوس
ديمقراط أو دمقريطس الفيلسوف الإغريقي (460 ق.م - 370 ق.م) كان أحد الفلاسفة المؤثرين في عصر ما قبل سقراط وكان تلميذا للفيلسوف ليوكيبوس الذي صاغ النظرية الذرية للكون. كان يعتقد أن المادة:
1. إن المادة مكونة من أجزاء صغيرة وتسمى الذرات.
2. إن المادة صلبة ومتجانسة وغير قابلة للانقسام.
3. الأنواع المختلفة من الذرات لها أحجام وأشكال مختلفة.
4. حجم الذرات وشكلها وحركتها يحدد خواص المادة. إن كثيرا من أفكار ديموقريطوس لا تتفق مع النظرية الحديثة للذرة، بل ووجهت له العديد من الانتقادات من فلاسفة عصره وكان تساؤلهم: ما الذي يربط الذرات معا؟ إلا أن ديموقريطوس لم يستطع الإجابة لأنه لا يملك الأدلة التي تدل على صحة كلامه، ولكن ديموقريطوس له نقطة تحسب له وهي أنه أول من اقترح وجود الذرات.

### أرسطو
أما الفيلسوف الإغريقي الشهير أرسطو الذي عاش بين (322-384) قبل الميلاد رفض فكرة الذرات لأنها لاتتوفق مع أفكاره حول الطبيعة وكانت أهم انتقاداته تتعلق بفكرة أن الذرات تتحرك بالفراغ. وكان اعتقاد أرسطو هو: 
1. لا وجود للفراغ.
2. المادة مكونة من ماء، وتراب وهواء ونار.

### جون دالتون
يعتبر جون دالتون الذي عاش بين (1766-1844)م أبا للكيمياء الحديثة وذلك بعد أن اقترح النظرية الذرية للمادة حوالي العام 1803 ان نظرية دالتون تعتمد على قوانين بقاء الكتلة والنسب الثابتة والتي اشتقت من العديد من الاستنتاجات المباشرة، تتكون المادة من العديد من الجسيمات غير القابلة للتجزئة تسمى الذرات، أما محتوى نظرية دالتون هو أن المادة تتكون من العديد من الجسيمات غير القابلة للتجزئة تسمى الذرات إضافة إلى أن كل ذرات العنصر تتميز بنفس الخواص (الحجم - الشكل - الكتلة) والتي تختلف باختلاف العناصر. كما أن التفاعل الكيميائي يحدث عند تبديل وضعية الذرات وتحويلها من منظومة لأخرى.
يمكن اختصار آراء جون دالتون بست نظريات: 
أربع منها صحيحة وهي: 
1. تتكون المادة من أجزاء صغيرة جداً تسمى الذرات.
2. تختلف ذرات أي عنصر من ذرات العناصر الأخرى.
3. الذرات المختلفة تتحد بنسبة عددية بسيطة لتكوين المركبات.
4. في التفاعلات الكيميائية:تنفصل الذرات أو تتحد أو يعاد ترتيبها.

واثنتان منها خاطئة وهي:
1. إن الذرات لا يمكن تجزئتهاوالسبب في أنها خاطئة أنه يمكن تجزئة الذرات إلى جسيمات ذرية.
2. إن جميع الذرات المكون للعنصر لها خواص متماثلة، والخطأ في هذه النظرية أن ذرات العنصر الواحد يمكن أن تختلف بشكل بسيط في كتلتها.